# Poljička Republika
Poljička Republika ili Poljička knežija naziv je za kraj istočno od Splita, točnije od Žrnovnice do Blata na Cetini i Omiša te od mora do Zamosorja.

## Smještaj
Poljica su bila administrativno područje pod samoupravom puka Poljica koji je svoju samostalnost, zapravo široku autonomiju srednjovjekovnog tipa, baštinilo od 13. stoljeća do okupacije Napoleonove vojske početkom 19. stoljeća.
Naziv "Poljica" potječe od brojnih polja koja su se smjestila oko planine Mosor. Sastoje od Donjih, Srednjih i Gornjih Poljica, a drevna Poljička knežija je bila podijeljena na 12 katuna, koji su nosili imena dvanaest većih poljičkih sela. Svaki katun je u rano jutro na dan svetog Jure (23. travnja) birao svog katunara, a oni su, nakon vjerske svečanosti na Gracu (u Gatima), silazili zajedno s narodom u Podgradac i birali velikog kneza za jednu godinu. Tradicionalne poljičke katune čine: 
- Gornja Poljica: Dolac Donji i Gornje Polje
- Srednja Poljica: Kostanje, Zvečanje, Čišla, Gata, Dubrava, Sitno i Srinjine
- Donja Poljica: Duće, Jesenice i Podstrana

Gornja Poljica čine današnja mjesta: Donji Dolac, Putišići, Srijane, Gornji Dolac i Trnbusi. Srednja Poljica uključuju današnja mjesta: Donje i Gornje Sitno, Srinjine, Tugare, Dubrava, Naklice, Gata, Zakučac, Čišla, Ostrvica, Zvečanje, Smolonje, Kostanje, Seoca i Podgrađe. Primorska, odnosno Donja Poljica čine mjesta: Podstrana, Jesenice, Dugi Rat, Sumpetar i Duće.

Granice Poljičke Republike određene su Poljičkim statutom iz 1482.:

## Povijest
Poljica su svoju starinsku samoupravu baštinila od 13. stoljeća do upada Napoleonove vojske.
Od starine je lokalno plemstvo, didići, zapravo lokalne solidnije seljačke obitelji iz rodova Kremeničana, Limića i Tješimirovića, brinulo o važnijim javnim poslovima. U XIV. stoljeću ugarski kralj poslao je u Poljica vlastelu iz Sjeverozapadne Hrvatske Dražojevići i Rajčići, oni preuzimaju brigu o vanjskim poslovima: uobičajilo se iz reda tih dviju obitelji birati Velikog kneza; njega se biralo na godinu dana. Krajem XV. stoljeća u Poljicima se počeo uspostavljati feudalizam, ali je kod 40 plemićkih obitelji (didića i ugarskih plemića) bilo tek ukupno 120 kmetovskih, a preostalih 800 obitelji bile su slobodne i imale vlastitu zemlju.
U vrijeme najvećeg turskog zaposjedanja, Poljičani su priznavali tursku vlast i plaćali harač, ali nisu izgubili svoju autonomiju. Pod Venecijom, priznavao im se autonomni status koji je uvelike odražavao drevne pravne ustanove i način života u kojemu socijalna diferencijacija nije postala onako izrazitom kakva je karakterizirala novija vremena.
Otpor Poljičana slomio je francuski vrhovni zapovjednik, maršal Marmont. Francuski providur za Dalmaciju je proglasom u Zadru, 10. lipnja 1807., ukinuo sedam stotina godina staru Poljičku Republiku. Prolazeći vojskom kroz Poljica, maršal Marmont je vidio kako su obrađivane poljičke zemlje i građena naselja i crkve. Također je dosta saznao i o društvenom uređenju Poljičke knežije i o njenim zakonima. U knjizi svojih uspomena je kasnije s respektom napisao:
(valja ovdje opaziti da su Francuzi ipak slomili Poljičku republiku i ukinuli njezine starinske sloboštine)
Na čelu ove republike bio je knez, kojeg se biralo na godinu dana. Slojevi plemstva, koji su bili u nešto povoljnijem položaju od ostalog pučanstva bili su Vlastela i Didići.

## Čelnici Poljičke republike
Titula čelnika isprva je bila župan pa knez i najzad veliki knez.

### Župani
- Dalizio (Dališ) 1070.
- Visen (Uisono) 1076.,1078.
- Vratina (Uratina) 1088.
- Kačić, 12. stoljeće
- Gregor Ivanišević 1120.
- Domaso Papalli 1144.
- Alberti 1145.
- Michiel Francesco Ivancichio 1146.
- Comulli Petracca 1148.
- Lovretić 1149.
- Ivan Papalli 1200.

### Knezovi
- Tolen 1239.
- Knezovi Šubići vladali su Poljicama pred kraj 13. stoljeća
- Mladen Šubić II 1322.
- Gregor Jurinić 1328.
- Jure Rajčić između 1342. i 1350.
- Dražoe, gospodar Kamengrada, 1350.

### Veliki knezovi u razdoblju 1444.  – 1482.
- Grisogono
- Cindro
- Alberti
- Petracca
- Dujam Papalić (Papalli)

### Veliki knezovi
- Arnerio Lovretić 1451.
- Žane Žanić 1454.
- Mijo Pocolić (poznat kao i Kulišić) 1458.
- Matija Tusčević Scinsić 1459.
- Komula Vitković 1461.
- Dujam Papalić 1468.
- Stipan Mikulić c 1469.
- Dujam Maričić 1479.
- Dujam Papalić 1481.  – 1482.
- Ivan Petrović listopad 1499.  – ožujak 1500.
- Marian Gregolić 1500.
- Augustin Maričić 15. veljače 1503.  – siječanj ili veljača 1504.
- Ivaniš Nenada Dražoević 1511.  – 1546.
- Ivan Augustinović (Dražoević) veliki knez pet puta u razdoblju 1512.  – 1537.
- Jure Pavić ožujak 1537.
- Radoš Sladoević 1541.
- Ivan Augustinović (Dražoević) 1546.  – 1567.
- Augustin Maričić 1555.
- Nikola Sudgić 1567.  – 1581.
- Stipan Mikulić (Nikolić, Dražoević) 1581.  – 1605.
- Pavo Pavić 1596.
- Jure Pavić 1607.  – 1609.
- Radoš Sudgić 1609.  – 1626.
- Nikola Gojaković 1619.
- Ivan Sikić 1620.
- Jure Sinovčić 1626.  – 1628.
- Pavo Sudgić 1628.  – 1632.
- Jure Pavić 1632.  – 1655.
- Stipan Bobetić 8. ožujaka 1652.
- Jure Sinovčić 1655.  – 1676.
- Pavo Sučić 1676.  – 1678.
- Ivaniš Novaković 1678.  – 1684.
- Luka Sinovčić 1684.  – 1701.
- Marko Barić 1701.  – 1704.
- Marko Sinovčić 1704.  – 1708.
- Ivan Sinovčić 14. rujna 1706.
- Jure Novaković 24. studenog 1707.
- Marko Barić 1708.  – 1710.
- Ivan Barić 1710.  – 1712.
- Petar Barić 11. kolovoza 1711.
- Marko Barić 1712.  – 1716.
- Ivan Sinovčić 1716.  – 1717.
- Ivan Barić 1717.  – 1721.
- Ivan Novaković 1721.  – 1732.
- Pavo Pavić 28. listopad 1728.
- Petar Sinovčić 1732.  – 1740.
- Marko Barić 1740.  – 1742.
- Ivan Novaković 1742.  – 1747.
- Marko Barić 1747.  – 1760.
- Ivan Pavić 20. srpnja 1756.
- Jure Novaković 1760.  – 1768.
- Frano Pavić 1766.  – 1768
- Ivan Jerončić 1768.  – 1770.
- Frano Pavić 1770.  – 1777.
- Ivan Jerončić 1777.  – 1778.
- Andrija Barić 1778.  – 1783.
- Jure Novaković 1783  – 1789.
- Ivan Sičić 1789.
- Matija Kružičević 1793.
- Frano Pavić 9. rujna 1796.
- Frano Gojsalić 24. veljače 1796.

### Veliki knezovi za vrijeme austrijske okupacije Dalmacije
- Marko Žuljević 18. studenog 1797.  – 25. ožujka 1798.
- Matija Mianović 21. svibnja 1799.  – 1. prosinca 1801.
- Ivan Čović 23. travnja 1803.  – 1806.

### Veliki knezovi za vrijeme francuske okupacije Dalmacije
- Ivan Čović do 10. lipnja 1807., kada su Francuzi ukinuli Poljičku kneževinu.

## Kultura
Vrhunac je kulturnog dosega ovog kraja Poljički statut.
Kao autohtoni proizvod s ovog područja, Ministarstvo kulture Republike Hrvatske prepoznalo je tradiciju i važnost poljičkog soparnika i uvrstilo ga je na listu zaštićenih kulturnih dobara kao jedno od jela hrvatske nematerijalne kulturne baštine.

## Zanimljivosti
Godine 1960. ruski je znanstvenik M. P. Aleksejev iznio tezu da je Thomas More svoju Utopiju iz 1516. napisao nadahnut poljičkim autonomnim starodrevnim običajima koji su mu bili uzorom pravednog i slobodnog društva.

## Vanjske poveznice
- poljica.hr / Savez za poljica
- Poljiška glagoljica ili poljiška azbukvica
- Poljički statut iz 1440. Prva stranica statuta pisana arvaticom